# B. J. Britt
B. J. Britt (Wilson, Carolina del Norte; 7 de mayo de 1982) es un actor estadounidense de cine y televisión. Es conocido por su papel como Antoine "Trip" Triplett en la serie Agents of S.H.I.E.L.D.

## Carrera
Nacido en Wilson, Carolina del Norte, Britt hizo su debut en televisión en 2003, apareciendo en un papel recurrente como Devon Fox en la serie One Tree Hill. Posteriormente, apareció en series como Veronica Mars, CSI: Miami, Cold Case y The Vampire Diaries. Además, ha aparecido en películas como Peaceful Warrior, de Victor Salva, y en Vampires Suck, parodia de Crepúsculo.
En 2014 fue contratado para interpretar el papel del agente Antoine Triplett en la serie de la ABC Agents of S.H.I.E.L.D. Estaba planeado que su personaje muriera en la primera temporada, pero fue mantenido hasta la mitad de la segunda temporada, cuando finalmente muere. Su personaje retorna brevemente en la cuarta temporada como una versión alterna de sí mismo cuando los protagonistas entran en un mundo virtual.
En 2015, Britt se unió al elenco principal de la segunda temporada de la serie Unreal, y en 2016 interpretó el papel recurrente de Will Baker en la serie Pitch.

## Filmografía

### Cine
- Peaceful Warrior, dirigida por Victor Salva (2006)
- Heavens Falls, dirigida por Terry Green (2006)
- The Tell-Tale Heart, dirigida por Travis Mays y Darren Walker - cortometraje (2009)
- Sutures, dirigida por Tammi Sutton (2009)
- Vampires Suck, dirigida por Jason Friedberg y Aaron Seltzer (2010)
- Transfer, dirigida por Damir Lukacevic (2010)
- Fanboy, dirigida por Gillian Greene - cortometraje (2011)
- Should've Been Romeo, dirigida por Marc Bennett (2012)

### Televisión
- One Tree Hill - 5 episodios (2003-2009)
- Veronica Mars - Un episodio (2006)
- One on One - 3 episodios (2006)
- That's So Raven - Un episodio (2006)
- Lincoln Heights - 3 episodios (2007)
- CSI: Miami - 1 episodio (2008)
- Cold Case - 1 episodio (2008)
- Everybody Hates Chris - 4 episodios (2008)
- Three Rivers - 2 episodios (2009-2010)
- The Vampire Diaries - 1 episodio (2010)
- Bones - 1 episodio (2010)
- Nikita - 1 episodio (2011)
- Prime Suspect - 2 episodios (2011)
- Wonder Woman, dirigida por Jeffrey Reiner - película para televisión (2011)
- Grimm - 1 episodio (2012)
- Sons of Anarchy - 2 episodios (2012)
- Beverly Hills Cop, dirigida por Barry Sonnenfeld - película para televisión (2013)
- Raising Hope - 1 episodio (2013)
- Being Mary Jane - 14 episodios (2013-2015)
- Agents of S.H.I.E.L.D. - 21 episodios (2014; 2017)
- Unreal - 10 episodios (2015)
- Pitch - 1 episodio (2016)